# Mogami (croiseur)
Pour les articles homonymes, voir Mogami.
Le Mogami (最上) est un croiseur japonais tête de liste de la classe Mogami, construit de 1931 à 1935, en service de 1935 à 1944. Il portait, à sa mise en service, quinze canons de 155 mm et était donc classé croiseur léger, selon les stipulations du traité de Londres (1930). Mais après que l'empire du Japon se fut affranchi en 1936 de toutes les règles posées en matière de désarmement naval, les cinq tourelles triples de 155 mm furent débarquées et remplacées par des tourelles doubles de 203 mm. Cette refonte de l'armement principal fit de ce navire un bâtiment équivalent aux plus puissants croiseurs lourds. Pendant la guerre du Pacifique, les dégâts qu'il subit en 1942 aboutirent à une reconstruction en croiseur hybride de porte-hydravions. Il a été coulé par l'aviation embarquée américaine, le 25 octobre 1944, à la suite de la bataille du détroit de Surigao.

## Conception et caractéristiques

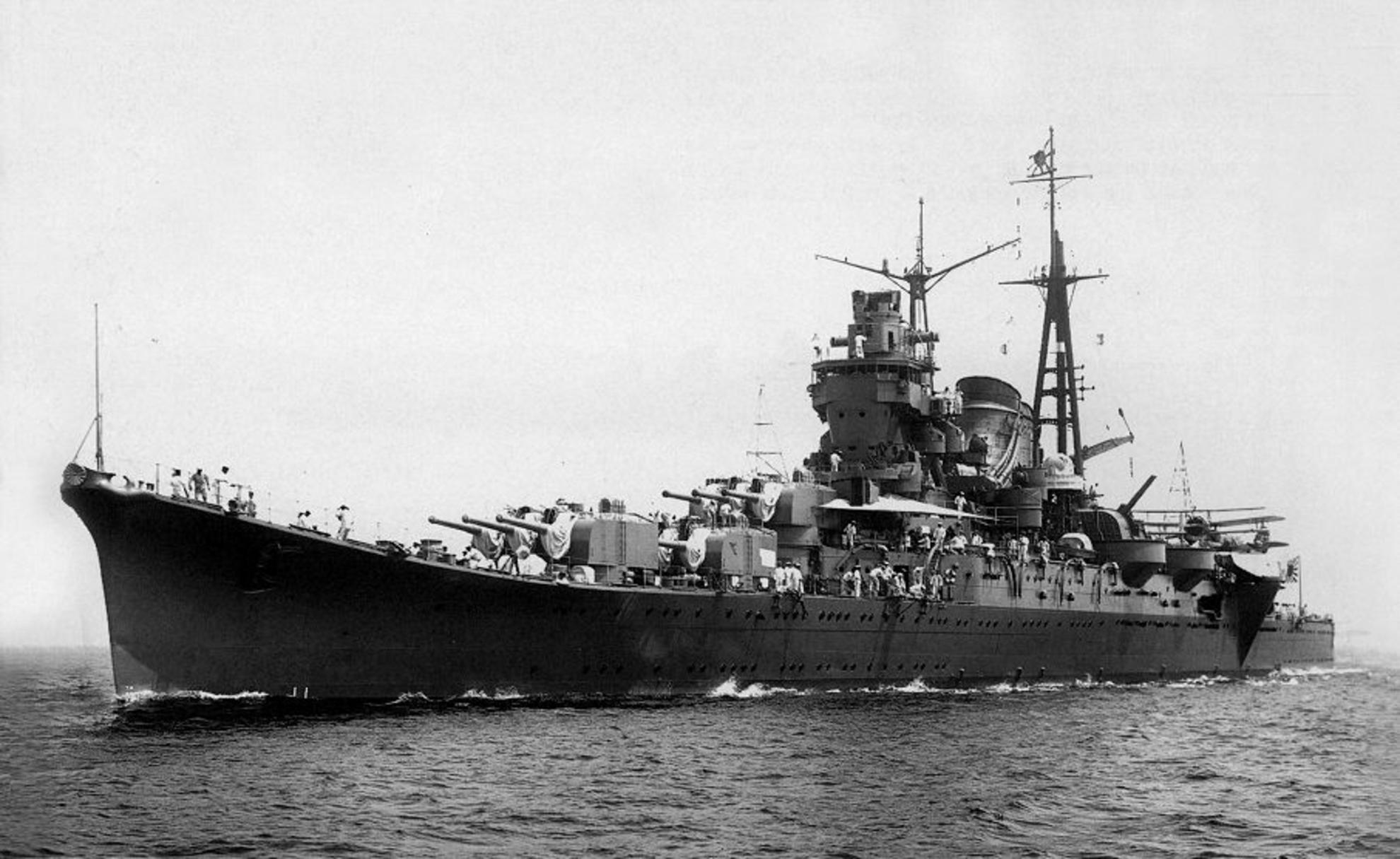
LeMogami en 1935.

Le traité naval de Londres de 1930 a introduit une distinction entre les croiseurs, selon le calibre de leur artillerie principale, inférieur ou égal à 155 mm, pour les croiseurs dès lors communément désignés comme croiseurs « légers », supérieur à 155 mm, et au plus égal à 203 mm (huit pouces) pour les « croiseurs lourds » Pour autant, aucune limite de déplacement ne s'appliquait aux croiseurs légers, autre que la limite maximale de 10 000 tonnes, fixée pour les croiseurs par le traité de Washington de 1922. Par ailleurs, le traité de Londres de 1930 aboutissait à bloquer la construction de nouveaux croiseurs lourds.
Les derniers croiseurs japonais construits sous l'emprise du traité de Washington portaient cinq tourelles doubles de 203 mm, avec un déplacement déclaré (mais sous-estimé) de 10 000 tonnes, avec une vitesse de l'ordre de 34–35 nœuds. Le haut-commandement naval japonais résolut de construire des bâtiments portant le même nombre de tourelles, mais avec trois canons de 155 mm par tourelle, au lieu de deux canons de 203 mm, et avec des caractéristiques de déplacement, de protection et de vitesse équivalentes aux croiseurs précédemment construits.
L'artillerie principale du Mogami était donc composée, à l'avant, de trois tourelles triples de 155 mm et deux tourelles triples à l'arrière. À la différence des classes précédentes, classe Myōkō et classe Takao, la tourelle superposée avant était la tourelle no 3 et non pas la tourelle no 2, ce qui a conduit à intégrer la barbette de la tourelle surélevée avant dans la superstructure. L'artillerie secondaire consistait en quatre tourelles doubles de 127 mm de Type 89, batterie qui allait être installée sur les croiseurs des classes précédentes, à la place d'une batterie de 120 mm, à l'occasion de prochaines refontes. L'artillerie anti-aérienne rapprochée comptait quatre affûts simples de canons Vickers de 40 mm.
Les croiseurs de la classe Mogami disposaient de quatre plates-formes triples lance-torpilles de 610 mm (Longues Lances) et de deux catapultes pour mettre en l'air trois hydravions. Le blindage sur les magasins était équivalent à celui de la classe Takao, mais plus léger sur les flancs et les ponts. La puissance des machines (quatre turbines à engrenages Kampon, alimentées par dix chaudières) développait une puissance de 152 000 ch pour lui permettre de filer à une vitesse de 37 nœuds.
Construit par l'arsenal de Kure, mis sur cale le 27 octobre 1931, lancé le 14 mars 1934, armé le 28 juillet 1935, le Mogami avait une longueur de 198,06 m, à la flottaison (201,60 m, hors tout), un maitre-bau de 19,20 m, un tirant d'eau de 5,90 m, et un déplacement annoncé de 8 500 tonnes

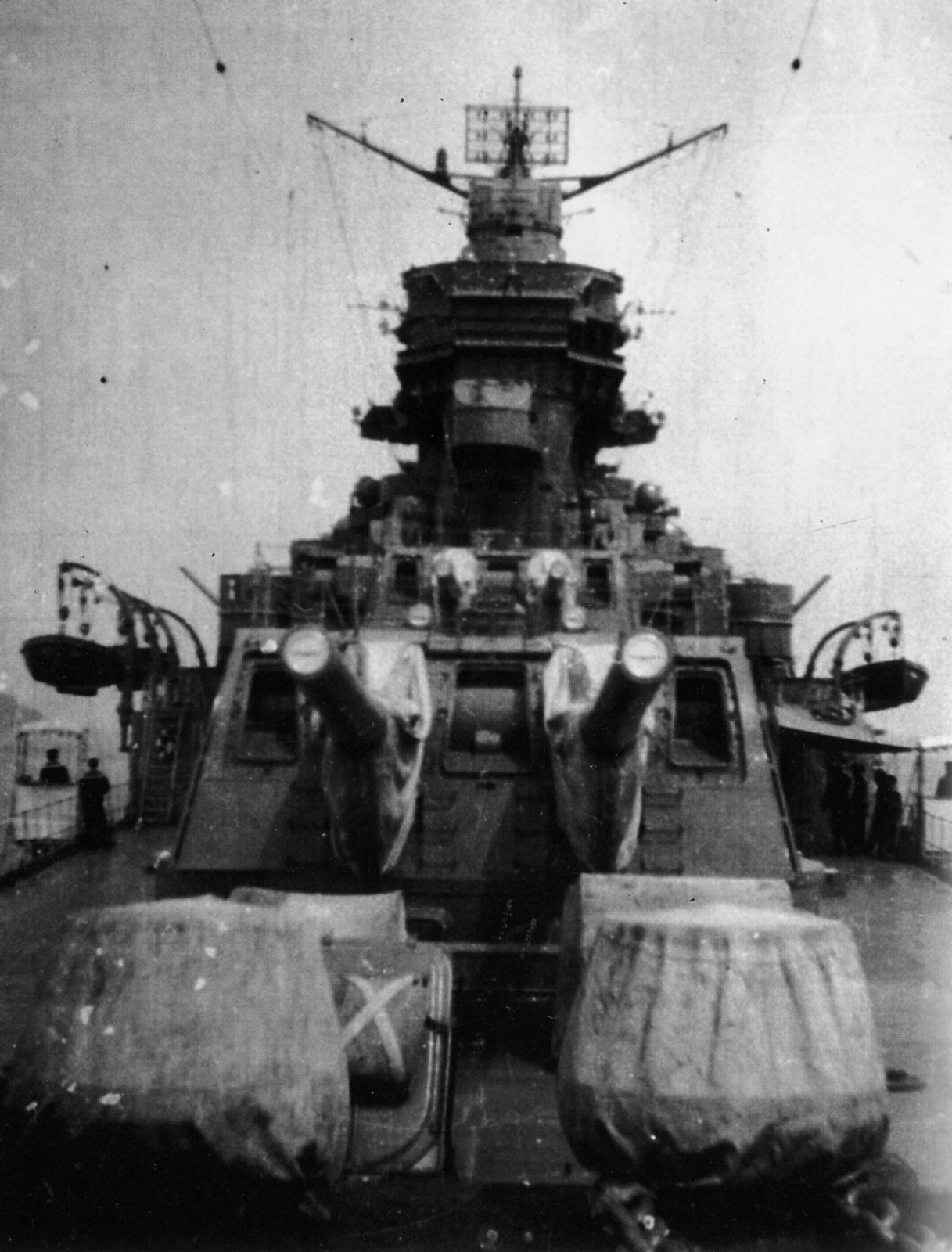
Vue de la plage avant du Mogami avec ses trois tourelles doubles de 203 mm.

À leur mise en service, le Mogami et son sister-ship, le Mikuma n'étaient pas sans défauts. Pour maintenir le déplacement dans des limites permettant de garder la fiction du respect de la limite de déplacement de 10 000 tonnes, il fallut substituer largement la soudure au rivetage mais cette technique n'était pas encore bien maîtrisée par l'industrie japonaise et il en résulta une faiblesse structurelle de la coque qui subit des dommages lors des essais d'artillerie et de vitesse. Par ailleurs, les deux bâtiments souffraient d'un excès de poids dans les hauts qui nuisait à leur stabilité. Ils furent très vite renvoyés à l'arsenal de Kure pour qu'on y portât remède. Ils en ressortirent dotés de “bulges”
(compartiments de la coque provoquant un renflement, en anglais : « bulge »), pour accroître la stabilité et eurent leurs membrures renforcées. Ils déplaçaient alors 11 200 tonnes, ils avaient leur vitesse maximale réduite d'un nœud.
L'artillerie anti-aérienne rapprochée en place lors de la mise en service était, on l'a vu plus haut, du matériel britannique, qui correspondait à des “Pom-Pom” en affût simple. Sa cadence de tir et sa portée étant jugées insuffisantes, elle a été remplacée par des canons antiaériens de 25 mm Type 96 multitubes dérivés du matériel français Hotchkiss de 25 mm, qui ont constitué l'arme de base de la défense contre-avions rapprochée de la Marine impériale japonaise pendant la guerre. On en installa quatre affuts doubles autour du bloc passerelle, et quatre mitrailleuses simples de 13,2 mm.
Contrairement aux croiseurs des classes Myōkō et Takao, lorsqu'ils ont été refondus, ils ne furent pas dotés de plates-formes lance-torpilles quadruples.
Lors d'une nouvelle refonte, en 1939, les tourelles triples de 155 mm furent remplacés par des tourelles doubles de 203 mm,, sur les quatre croiseurs de la classe, ce qui leur a donné une puissance de feu équivalente à celle de croiseurs lourds. Un nouveau bulge a été ajouté à hauteur de la ligne de flottaison, et leur maitre-bau en fut portée à 20,19 m. Leur déplacement atteignit 12 400 tonnes et leur vitesse fut réduite à 34 ¾ nœuds.

## Service
Le capitaine de vaisseau Tomoshige Samejima a été chargé de superviser l'achèvement du Mogami en 1934 et en a été le premier commandant. Le navire a été commandé ensuite, entre autres, par le capitaine de vaisseau Seiichii Ito, en 1935-36, et par le capitaine de vaisseau Shunji Isaki, en 1939-40. Le Mogami, comme les autres croiseurs de sa classe, a fait partie de la 7e Division de Croiseurs, qui a été commandée par le contre-amiral Mikawa, à partir du 15 novembre 1939. Le contre-amiral Kurita lui a succédé le 1er novembre 1940.

### Pendant l'offensive japonaise (décembre 1941 - avril 1942)

#### Indochine, Malaisie, Insulinde
Au début de 1941, le Mogami participa à l'occupation de la Cochinchine (Sud de l'Indochine française), depuis sa base d'opérations avancées, à Hainan, après que le Japon et les autorités françaises de Vichy eurent conclu une entente sur l'utilisation des installations portuaires et des aérodromes, en juillet 1941. Au moment de l'attaque de Pearl Harbor, le Mogami, au sein de la 7e division de croiseurs, était chargé de couvrir l'invasion de la Malaisie dirigée par le vice-amiral Ozawa, à la tête de la 1re Flotte expéditionnaire du Sud, en fournissant un soutien rapproché des débarquements de troupes japonaises à Singora, Pattani et à Kota Bharu.
En décembre 1941 il fut chargé de l'invasion de Sarawak avec son sister-ship, le Mikuma, protégeant les débarquements de troupes japonaises à Kuching. En février 1942, le Mogami fut chargé de couvrir les débarquements de troupes à Java, Bornéo et Sumatra. Le 10 février 1942, le Mogami et le Chokai furent attaqués par l'USS Searaven (en) qui a lancé quatre torpilles, qui toutes manquèrent leurs cibles.

#### La bataille du détroit de la Sonde
Le lendemain de la bataille de la mer de Java, le 28 février 1942, à 23 h, le Mikuma et le Mogami, le destroyer Shikinami, le croiseur léger Natori et les destroyers Shirakumo, Murakumo, Shirayuki, Hatsuyuki et Asakaze engagèrent le combat à coups de canons et de torpilles avec le croiseur américain USS Houston et le croiseur australien HMAS Perth dans le détroit de la Sonde. Les deux croiseurs alliés furent coulés durant l'engagement, comme le Ryujo Maru, transport japonais qui avait à son bord le commandant de la 16e Armée impériale japonaise, le lieutenant-général Hitoshi Imamura qui survécut au naufrage,.
En mars, le Mogami et la 7e division de croiseurs furent basés à Singapour pour couvrir les débarquements japonais à Sumatra et pour prendre les îles Andaman, au large de la côte de Birmanie, dans le golfe de Bengale.

#### Raid dans le golfe du Bengale
Le 1er avril 1942, la 7e division de croiseurs qui se trouvait à l'île de Mergui, a été rejointe par le Chokai de la 4e division de croiseurs, qui portait la marque du vice-amiral Ozawa pour participer à des raids dans le golfe du Bengale. Pour chasser le trafic commercial avec l'Inde, le Mikuma, le Mogami et le destroyer Amagiri formèrent le « Groupe Sud », le Suzuya et le Kumano (navire amiral du contre-amiral Kurita), constituaient le « Groupe Nord », le Chokai et la 20e flottille de destroyers, avec le croiseur léger Yura, le porte-avions Ryūjō et les destroyers Ayanami, Yugiri, Asagiri et le Shiokaze (en) pouvait renforcer l'un ou l'autre groupe. Durant l'opération, le « Groupe Sud » revendiqua la perte des navires marchands britanniques Daedanus (7 726 tonnes), Ganara (5 281 tonnes) et Indora (6 622 tonnes), faisant route de Calcutta à l'île Maurice.
Le 22 avril, la 7e division de croiseurs retourna à Kure, et le Mogami entra en cale sèche en réparations. Il n'a donc pas participé à la bataille de la Mer de Corail. Le 26 mai, la 7e division de croiseurs arriva à Guam pour assurer un appui rapproché du groupe de transport qui, aux ordres du contre-amiral Tanaka, devait acheminer les troupes chargées de l'invasion de Midway.

### La bataille de Midway
Le Mogami, commandé par le capitaine de vaisseau (en japonais : daisa) Akira Soji, faisait partie de la 7e division de croiseurs du vice-amiral Kurita, promu à ce grade le 1er mai. Cette escadre de soutien rapproché des forces de débarquements japonaises, composée de quatre croiseurs lourds, le Kumano (navire-amiral), le Suzuya, le Mikuma et le Mogami, et de deux destroyers,devait couvrir le débarquement de troupes prévu sur l'atoll de Midway. Cette opération était destinée à entrainer une « bataille décisive » entre les corps de bataille japonais, centré sur les cuirassés Yamato, Nagato et Mutsu, et américain, réduit à trois porte-avions américains. Mais le 4 juin, le fer de lance les quatre porte-avions lourds japonais, lancés en avant-garde, ont été envoyés par le fond.

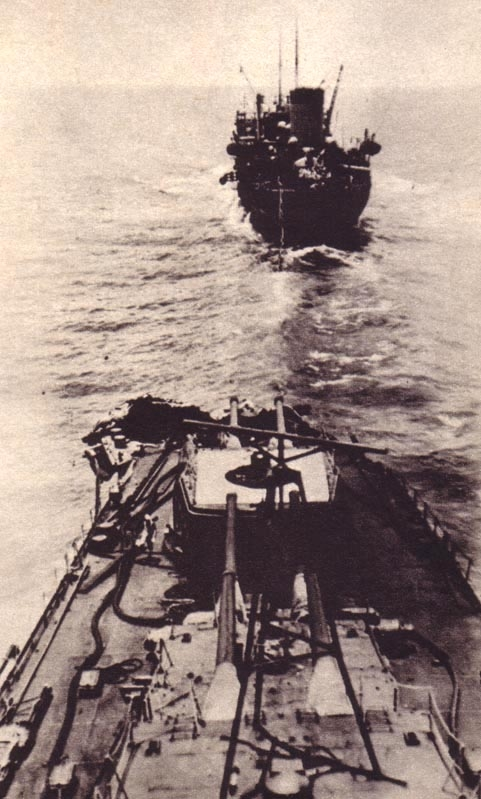
Vue depuis la passerelle du Mogami de la proue endommagée, après la collision avec le Mikuma à Midway. On remarque le drapeau japonais peint sur la tourelle no 1. Le pétrolier ravitailleur Nichiei Maru est visible sur son avant.

Le 5 juin, l'amiral Yamamoto, Commandant-en-Chef de la Flotte Combinée, a néanmoins ordonné à la 7e division de croiseurs de se porter sur les îles Midway pour effectuer un bombardement préparatoire au débarquement japonais, prévu par le « plan MI ». La 7e division de croiseurs et la 8e flottille de destroyers se sont trouvés à 410 miles au large de Midway, après une pointe de vitesse à 35 nœuds. La mer était houleuse et les destroyers étaient à la traîne. À 21 h 20, l'ordre fut annulé. Cependant, cet élan plaçait la 7e division de croiseurs à proximité du sous-marin USS Tambor (en), dont le commandant a signalé par radio à Midway « des navires non identifiés ». L'amiral Kurita a, de son côté, ordonné un virage à 45° sur la gauche pour éviter des torpilles possibles du submersible repéré par la vigie du croiseur Kumano. Le virage d'urgence fut correctement exécuté par le navire amiral et le Suzuya, mais le troisième navire de la ligne, le Mikuma, effectua à tort un virage à 90°, coupant la route du Mogami qui, derrière lui, tournait à 45° comme ordonné. Le Mogami l'éperonna par bâbord arrière, en dessous du pont. L'étrave du Mogami céda et il fut gravement endommagé. Les dégâts importants du Mikuma (une brèche de 20 m sur 6 m) et l'étrave écrasée du Mogami n'arrêtèrent pas les navires, mais les ralentirent fortement. Les réservoirs de mazout à bâbord du Mikuma étaient crevés et il avait commencé à perdre du pétrole, mais pour le reste son dommage était faible. Les destroyers Arashio et Asashio reçurent l'ordre de rester pour escorter le Mogami et le Mikuma.
Sur l'USS Enterprise, le vice-amiral Spruance a lancé, à 15 h, trente bombardiers en piqué Dauntless de son porte-avions et vingt-six du USS Hornet. À 18 h 20, et à 450 km de leurs porte-avions, un pilote des Dauntless aperçut seulement un destroyer nippon, le Tanikaze, commandé par l'habile Matomi Katsumi, qui rallie à toute vitesse le Corps principal de l'amiral Yamamoto. Le lieutenant de vaisseau Shimway ordonne l'attaque de ses cinquante-huit bombardiers en piqué. Aucune bombe ne le touche ! Mieux, les petits canons antiaériens du destroyer abattent un des avions. Plus tard, il évitera aussi une attaque à haute altitude de bombardiers B-17 venant de Midway.
Le matin suivant le 6 juin 1942, les deux croiseurs endommagés, Mikuma et Mogami, et leur escorte, se dirigeaient à faible allure vers l'île de Wake.
À l'aube du 6 juin à 5 h 10, une reconnaissance, dix-huit Dauntless non armés, mais dotés de réservoirs supplémentaires, est lancée. À 6 h 45, un des avions repère deux « cuirassés » filant à quinze nœuds, apparemment endommagés. Ayant capté par radio ce message, le capitaine Simard ordonne une attaque avec une douzaine d'appareils. À 7 h 0, ce sont à nouveau six SBD-2 (capitaine Tyler) et six SBD-3 (capitaine Flemming) de la VMSB-241 qui décollent de l'aérodrome d'Eastern, sur les îles Midway. À 8 h 15, les six bombardiers Dauntless de l'US Marine Corps et six Vindicators attaquèrent les deux croiseurs japonais endommagés, mais ils n'ont obtenu que plusieurs coups... ratés de peu !

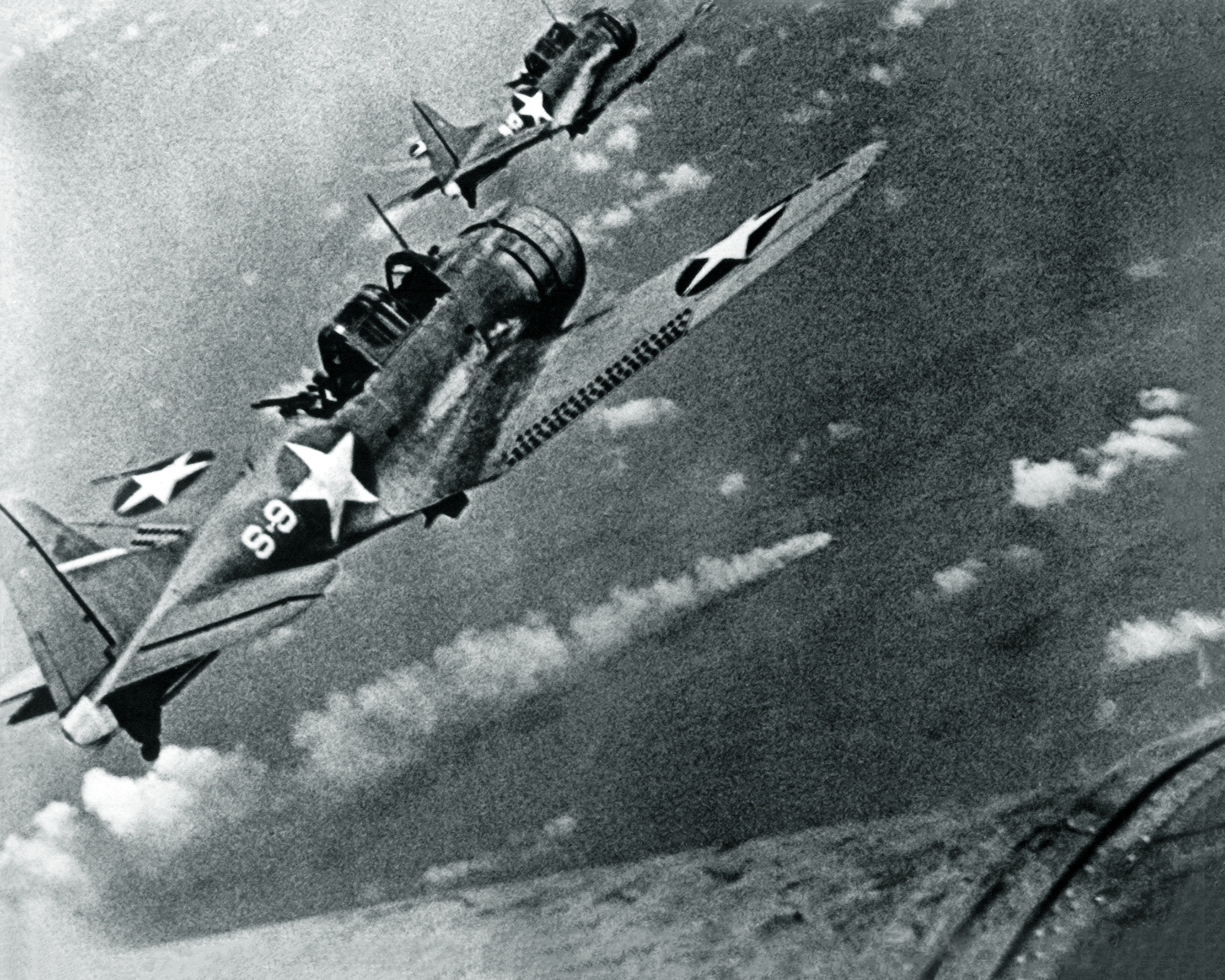
Des Dauntless de l' près de plonger sur le Mikuma en flammes, le 6 juin 1942.

C'est à ce moment-là que se situerait l'un des actes les plus héroïques de la bataille de Midway. Le capitaine Richard E. Fleming (en), des U.S. Marines, à bord de son Vindicator, affronte le rideau de la DCA du croiseur Mikuma. Il tente de lâcher sa bombe mais comme son appareil est criblé d'éclats, il fonce sur le croiseur et s'écrase en plein milieu de la tourelle supérieure arrière. Les Américains Fleming et son mitrailleur George E. Toms auraient été les premiers kamikazes de la guerre du Pacifique. Malheureusement ceci est contredit par la biographie de cet officier de l'USMC sur Richard E. Fleming,USMC. Il y gagna par contre la plus haute distinction américaine, la Médaille d'Honneur à titre posthume. La citation l'accompagnant ne fait aucunement mention de ce “crash” volontaire sur le Mikuma.
Les croiseurs ont été attaqués de nouveau par trois vagues successives (à 9 h 30, 10 h 45 et 12 h 30), par 31 bombardiers en piqué Dauntless et de torpilleurs Devastators et des Wildcats lancés du USS Enterprise  et du USS Hornet. Une bombe s'écrase violemment sur le demi-côté du croiseur Mikuma avec le résultat que la face de la première tourelle fut détruite. Le Mikuma fut ensuite touché par au moins cinq bombes et prit feu. Ses torpilles se sont enflammées et les explosions qui en ont résulté ont détruit le navire, qui a fini par chavirer. L’Arashio et l’Asashio furent chacun touchés par une bombe. Le Mogami quant à lui, fut touché par six bombes. Sa tourelle no 5 fut détruite et 81 membres d'équipage furent tués. Heureusement, l'officier de contrôle des avaries, le capitaine de corvette Masayushi Saruwatari, avait largué les explosifs des torpilles et autres explosifs, ce qui facilita la sauvegarde du croiseur lorsqu'il fut touché par une bombe près des tubes lance-torpilles.

### Restructuration en croiseur hybride porte-aéronefs

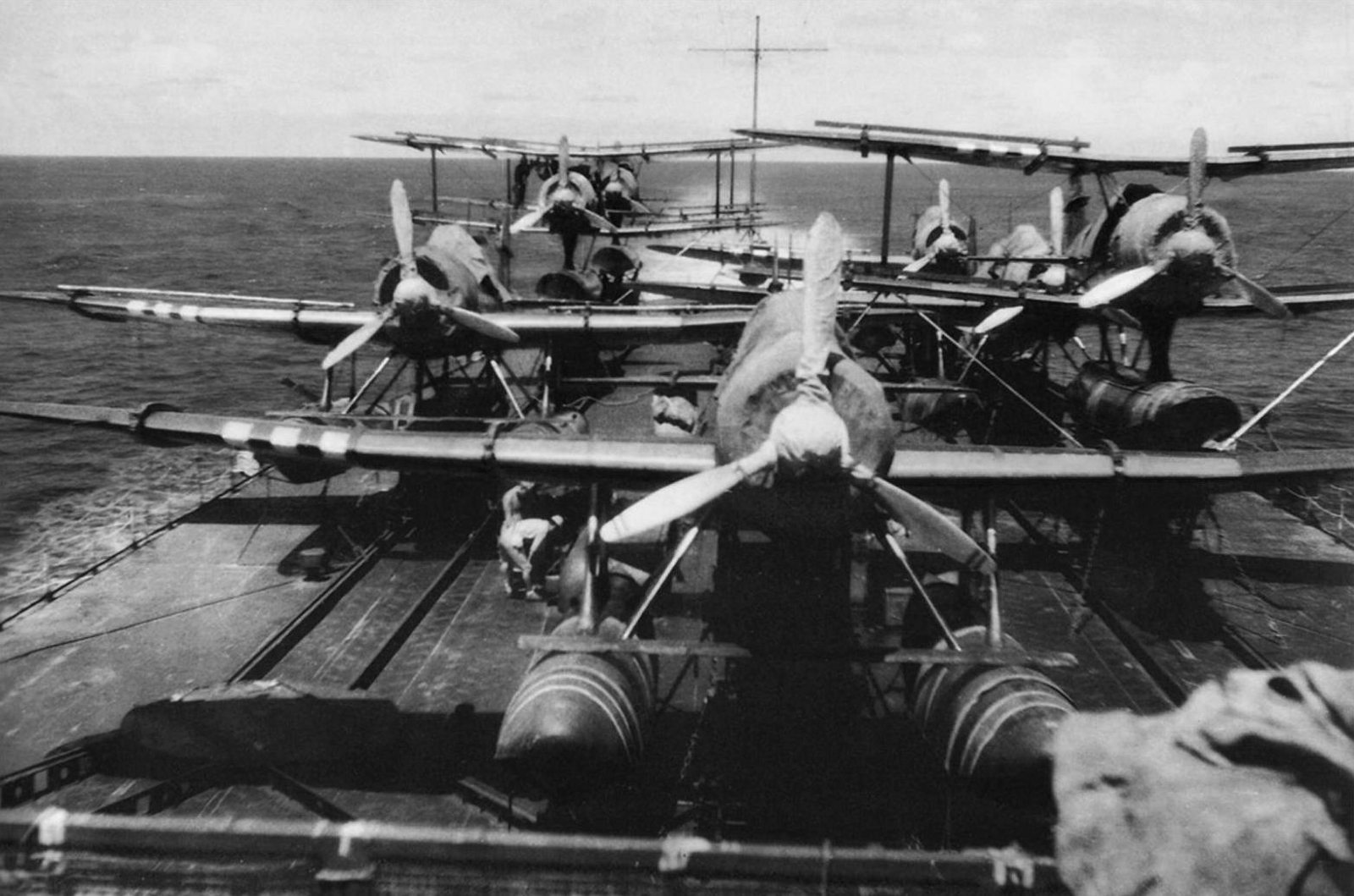
Vu du pont arrière du Mogami avec trois hydravions biplans biplaces, Mitsubishi F1M2 Type 0 (« Pete »), et quatre hydravions de reconnaissance monoplans triplaces Aichi E13A1 Type O (« Jake »).

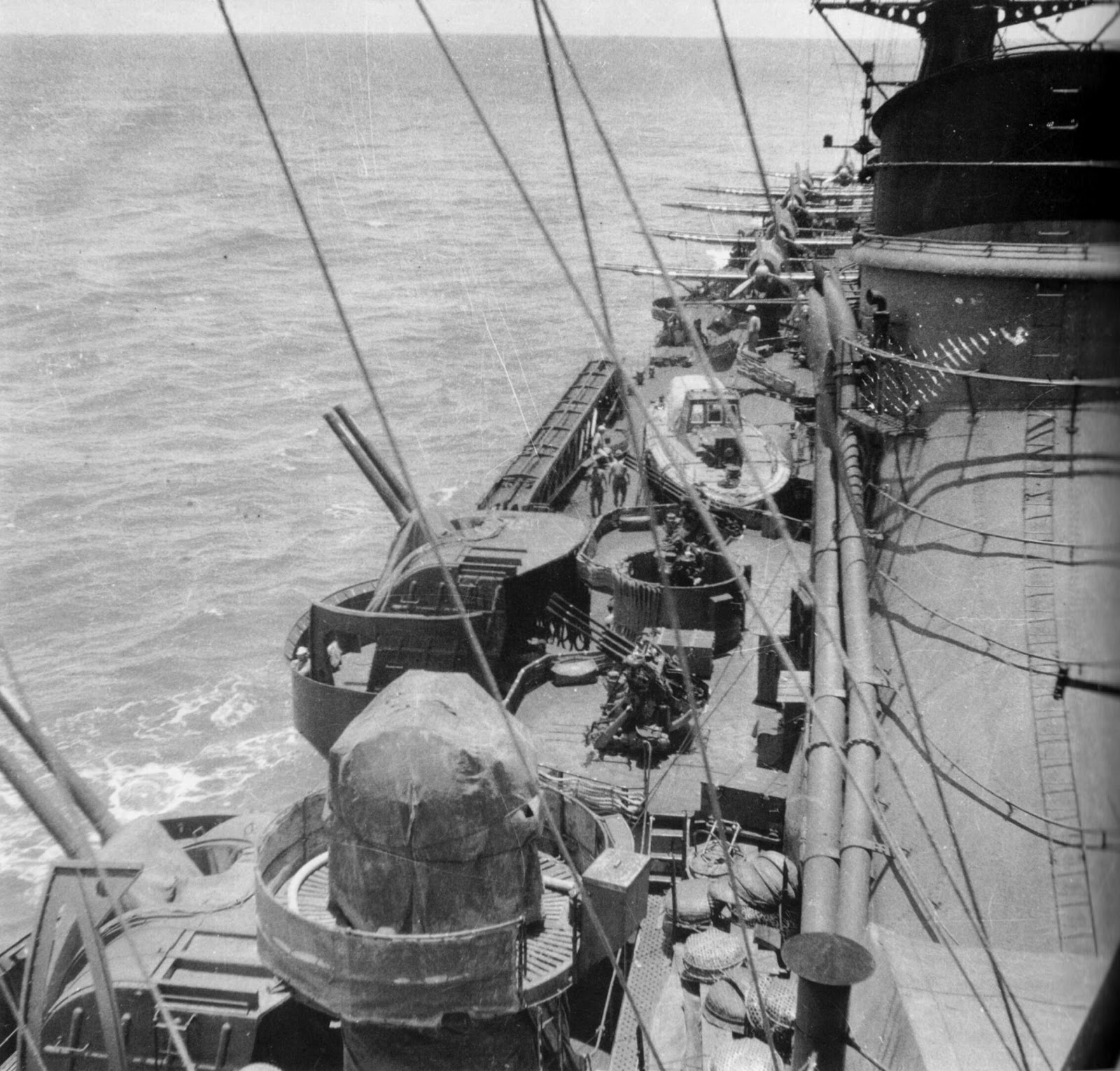
Vu du côté tribord du Mogami après sa reconversion en porte hydravion, aout 1943.

Le Mogami rejoignit la 7e division de croiseurs le 8 juin et fut réparé à Truk. Le 20 juin, le contre-amiral Nishimura assuma le commandement de la 7e division de croiseurs, réduite au Kumano et au Suzuya, et celle-ci fut transférée à la 3e flotte. Le Mogami retourna au Japon, et subit une transformation importante au chantier naval de Sasebo à partir du 25 août, pour en faire un croiseur porte-aéronefs, afin d'améliorer les capacités de reconnaissance de la flotte.
Sa tourelle no 4 et sa tourelle no 5 endommagée furent enlevées et ses magasins à l'arrière modifiés pour servir comme réservoirs d'essence et entrepôts de munitions. Son pont arrière fut élargi et équipé avec un système de rails pour accueillir l'arrimage prévu de 11 hydravions de reconnaissance Aichi E16A Zuiun (« Paul »). Des affûts doubles AA de 25 mm et des mitrailleuses de 13,2 mm furent remplacés par dix affûts triples AT/AA de Type 96 de 25 mm et un radar de recherche aérien de Type 21 a été installé. Comme les nouveaux aéronefs E16A n'étaient pas encore disponibles, trois hydravions biplaces anciens, Mitsubishi F1M2 Type 0 (« Pete »), et quatre hydravions de reconnaissance triplaces Aichi E13A1 Type O (« Jake ») furent embarqués. La reconstruction fut achevée le 30 avril 1943, et le Mogami rallia la 1re flotte.
Le 22 mai, le Mogami est entré en collision avec le pétrolier Toa Maru dans la baie de Tokyo et a été légèrement endommagé. Le 8 juin 1943, à Izu Ōshima, le Mogami était amarré près du cuirassé Mutsu lorsque celui-ci a été victime d'une terrible explosion dans la soute à munition numéro no 3, et a coulé. Le Mogami a envoyé des bateaux à la rescousse des survivants, mais ils en trouvèrent peu. Seulement 350 furent secourus.

### De Truk à Rabaul et Singapour en 1943
Le 9 juillet 1943, le Mogami quitta le Japon pour Truk, avec un important convoi de troupes et d'approvisionnement. Ce groupe fut attaqué sans succès par l'USS Timosa, et après avoir atteint Truk, il continua vers Rabaul.
D'août à novembre, le Mogami effectua de nombreuses sorties de sa base de Truk à la recherche de la flotte américaine et en réponse aux attaques américaines dans les îles Marshall. Mais lorsque les U.S. Marines ont débarqué à Bougainville au cap Torokina le 1er novembre (opération Cherryblossom), deux croiseurs lourds de la Classe Myōkō, appartenant à la 5e Division de Croiseurs, aux ordres du contre-amiral Omori, commandant cette Division, sont sortis de Rabaul le lendemain, accompagnés de deux croiseurs légers et six destroyers, pour attaquer les navires assurant le débarquement. Mais ils ont été tenus en échec à la bataille de la baie de l'Impératrice Augusta par quatre grands croiseurs légers de la Classe Cleveland et huit destroyers.
L'amiral Koga qui avait succédé en avril comme Commandant-en-Chef de la Flotte Combinée à l'amiral Yamamoto dont l'avion avait été abattu par des chasseurs P-38, fit faire mouvement de Truk à Rabaul à sept croiseurs lourds (les quatre unités de la 4e Division de Croiseurs, de la classe Takao, et les Suzuya, Mogami et Chikuma), pour une attaque massive du débarquement sur Bougainville. Faute de disposer de cuirassés et de croiseurs lourds susceptibles de contenir cette armada, la plupart de ceux de l'U.S. Navy étant incorporés à la Ve Flotte de l'U.S. Navy qui se préparait à attaquer Tarawa (opération Galvanic) dans le Pacifique central, l'amiral Halsey, Commandant le secteur du Pacifique Sud, a alors lancé, contre Rabaul, malgré les formidables défenses anti-aériennes de cette base, des raids de l'aviation embarquée, dont le premier, le 5 novembre, de 97 avions depuis les USS Saratoga et Princeton du Task Group 50.4 du contre-amiral Sherman, a endommagé les Takao, Atago et Maya tandis que le Mogami était attaqué par un bombardier en piqué "Dauntless" de l'USS Saratoga qui le toucha avec une bombe de 500 livres, provoquant un incendie et tuant 19 membres d'équipage.
Après des réparations à Truk, le Mogami dut retourner au Japon. Pendant son séjour à Kure, le 22 décembre, huit affûts AA simples de 25 mm Type 96 furent installés sur le pont arrière, ce qui porta à trente-huit le nombre de pièces. La transformation fut complétée le 8 mars 1944, et le Mogami retourna à Singapour une semaine plus tard.

### De la mer des Philippines au golfe de Leyte

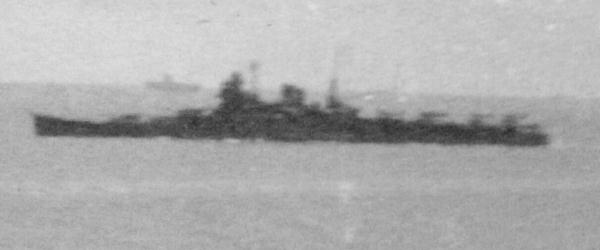
Le Mogami avec son pont arrière transformé pour accueillir des hydravions, en juin 1944. Le porte-avions à l'arrière plan est soit le Taiho ou un de la classe Hiyo.

Le 13 juin 1944, l'amiral Soemu Toyoda, commandant de la flotte combinée, ordonna la mise en route du plan « A-GÔ » pour la défense des îles Mariannes. Le Mogami fut affecté à la « Force B » du contre-amiral Jojima avec les porte-avions Jun'yō, Hiyō et Ryūhō et le cuirassé Nagato, déployés derrière l'avant-garde de la « Force C » du vice-amiral Kurita.
Le 19 juin, à 5 h 30, le Mogami lança deux hydravions de reconnaissance. Plus tard dans la journée, des avions de la Flotte Mobile attaquèrent la Task Force 58 au large de Saipan, mais ils ont beaucoup souffert, du fait de la chasse embarquée et de la Défense Contre-avions, ce qui valut à la bataille de la mer des Philippines d'être surnommée « le grand tir aux dindes des Mariannes ». Le lendemain, l'aviation embarquée américaine de la Task Force 58 passa à l'attaque et à 20 h 30 le 20 juin, la Force B encaissa des torpilles des "Avengers" de l'USS Belleau Wood, qui ont coulé le Hiyō. Cette nuit-là, le Mogami se retira avec les restes de la flotte japonaise à Okinawa.
De retour à Kure le 25 juin 1944, le Mogami reçut quatre affûts triples et 10 affûts simples de 25 mm de Type 96 anti-aériens, ce qui portait la Défense Contre-avions rapprochée à un total de 60 canons (14 × 3) et (18 × 1). Un radar de recherche de surface de Type 22 et un radar de recherche aérienne de Type 13 furent installés. Le 8 juillet, le Mogami quitta Kure de retour à Singapour et à Brunei, et il fut affecté dans la flotte d'entraînement et de patrouilles dans la région Singapour-Brunei pendant tout le mois d'octobre 1944.
La perte du Hiyō et les faibles performances du Ryūhō ont entrainé la dissolution de la 2e Division de Porte-avions. Tous les porte-avions restant, à l'exception de la 4e Division (les cuirassés hybrides Ise et Hyūga), furent donc rattachés à la Force “A” aux ordres du vice-amiral Ozawa, à laquelle on adjoignit le Mogami. Une Force d'Attaque de Diversion no 1, aux ordres du vice-amiral Kurita, rassembla tous les cuirassés, y compris les Fusō et Yamashiro qui n'avaient pas participé à la bataille de la mer des Philippines, et tous les croiseurs lourds sauf deux. Une Force d'Attaque de Diversion no 2 fut constituée aux ordres du vice-amiral Shima, avec la 5e Flotte centrée sur les deux croiseurs lourds Nachi et Ashigara, et la 4e Division de Porte-avions. Mais des modifications de dernière minute ont conduit à rattacher les deux cuirassés hybrides de la Force du vice-amiral Shima à celle du vice-amiral Ozawa, et le Mogami à la Force du vice-amiral Kurita qui se trouvait également au mouillage des îles Lingga.

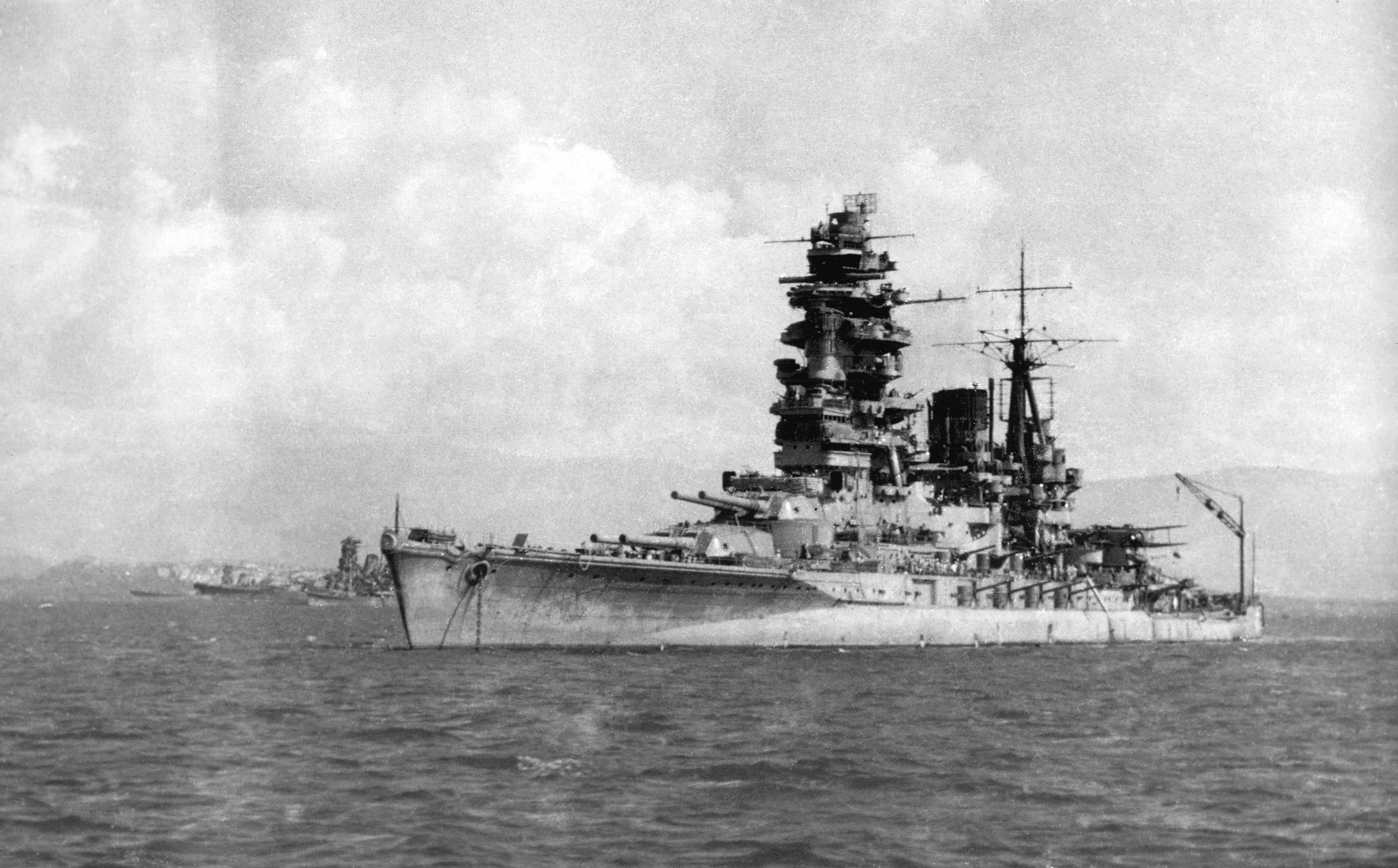
Au mouillage en baie de Brunei, le 21 octobre 1944, en route pour le golfe de Leyte, on distingue à l'arrière-plan à gauche, le Musashi et le Mogami, derrière le cuirassé Nagato.

Sur ordre de l'amiral Toyoda, le vice-amiral Kurita a pris la mer le 18 octobre et est allé relâcher du 20 au 22 octobre, en baie de Brunei à Bornéo pour compléter son ravitaillement de carburant. Il y a alors indiqué aux commandants de navires placés sous son commandement qu'il avait l'intention de passer par la mer de Sibuyan et le détroit de San-Bernardino, pour contourner l'île de Samar et attaquer les bâtiments américains dans le golfe de Leyte, le 25 au matin, où il retrouverait le vice-amiral Nishimura avec les cuirassés Fusō et Yamashiro, et le Mogami, qui passerait par le détroit de Balabac et la mer de Sulu pour franchir le détroit de Surigao,. Le vice-amiral Shima, qui avait quitté Kure, le 14 octobre, pour Manille, a reçu ordre, alors qu'il se trouvait à Bako, dans les îles Pescadores de se diriger vers les îles Calamian pour agir en coordination avec le vice-amiral Kurita et entrer dans le golfe de Leyte, par le détroit de Surigao. Mais en raison du silence radio imposé aux forces à la mer, aucune contact ne fut possible entre les amiraux Nishimura et Shima, pour se coordonner

### La bataille du détroit de Surigao
Dans la matinée du 24 octobre 1944, le vice-amiral Nishimura ordonna le lancement d'un hydravion du Mogami pour survoler le golfe de Leyte. L'hydravion déclara avoir vu quatre cuirassés, deux croiseurs et au moins quatre-vingts transports de troupes au large de la zone de débarquement et quatre destroyers et de nombreuses vedettes lance torpilleurs (PT boats) près du détroit de Surigao. En outre, l'avion d'observation révéla que douze porte-avions et dix destroyers étaient à quarante miles au sud-est de Leyte. La force japonaise fut attaquée dans la mer de Sulu par vingt-six avions des USS Enterprise et Franklin. Le Mogami fut endommagé par le mitraillage et par des roquettes.
Averti de l'approche de la force de l'amiral Nishimura, le contre-amiral Oldendorf a déployé, dans le détroit de Surigao, son Groupe d'Appui Feu de la VIIe Flotte (TG 77.2), renforcé du Groupe de Couverture Rapproché (TG 77.3). Il a disposé à l'extrémité nord du détroit, au débouché dans le golfe de Leyte, les six cuirassés anciens, c'est-à-dire la 4e Division de Cuirassés (BatDiv4), USS West Virginia, Maryland, et Mississippi portant la marque du contre-amiral Weyler, commandant la ligne de bataille, puis les USS Tennessee, California, Pennsylvania (BatDiv2). À quelques nautiques plus au sud, les croiseurs, étaient en ligne, à l'est sur le flanc gauche, les USS Louisville, navire amiral du contre-amiral Oldendorf, Portland, Minneapolis (CruDiv4), Denver et Columbia (CruDiv12), et à l'ouest, sur le flanc droit, les HMS Shropshire, USS Phoenix navire amiral du contre-amiral Berkey, et USS Boise. Trente-deux destroyers, appartenant à quatre divisions, étaient répartis sur les deux côtés du détroit, de façon à en rendre plus difficile le repérage par radar, et trente-neuf vedettes lance-torpilles (PT boats), appartenant à treize flottilles, étaient échelonnées dans le détroit, jusqu'en mer de Mindanao à l'ouest.
Le 25 octobre, entre 3 h et 3 h 30, la force japonaise fut attaquée par des PT boats et des destroyers américains. Les cuirassés Fusō et Yamashiro furent touchés par des torpilles et le destroyer Yamagumo fut coulé, et le Michishio fut mutilé, mais le Mogami ne fut pas touché. Le Fuso et le Yamashiro, plus tard, explosèrent et coulèrent. Entre 3 h 50 et 4 h 2, après être entré dans le détroit de Surigao, le Mogami fut frappé par quatre obus de 8 pouces, ce qui détruisit le pont et la centrale de défense aérienne. Le commandant et le second ayant été tués sur la passerelle, l'officier directeur de tir assuma le commandement. Le croiseur n'était pas manœuvrable, mais tentait de se retirer vers le sud, lorsque l'escadre du vice-amiral Shima pénétra à son tour dans le détroit, alors que le contre-amiral Oldendorf avait arrêté le feu des cuirassés et des croiseurs américains et n'avait pas encore lancé la chasse aux éclopés. Le Nachi, qui portait la marque du vice-amiral Shima, ouvrant la marche dans la fumée, est entré en collision avec le Mogami qui ne gouvernait plus. L'étrave du Nachi fut endommagée et il commença à être envahi par l'eau. Le Mogami avait été perforé à tribord au-dessus de la ligne de flottaison, mais ce sont cinq torpilles qui l'avaient atteint qui avaient détruit ses machines tribord. Le vice-amiral Shima décida alors de faire demi-tour et repartit vers le sud à 25 nœuds, tandis que s'avançaient les croiseurs du « flanc gauche » du Task Group 77.2.
Entre 5 h 30 et 5 h 35, le Mogami, immobile, fut touché à nouveau par dix à vingt obus de 152 mm et de 203 mm des USS Louisville, Portland et Denver. À 8 h 30, les machines bâbord du Mogami tombèrent en panne. À 9 h 2, tandis qu'il dérivait, il fut attaqué par dix-sept bombardiers-torpilleurs “Avenger” de la Task Group 77.4.1 et il fut touché par deux bombes de 500 livres.
À 10 h 47, le Mogami fut abandonné. À 12 h 40, le destroyer Akebono l'acheva en lui lançant une torpille Longue Lance. À 13 h 7, le Mogami sombra dans la mer de Mindanao, à la position 9° 40′ N, 124° 50′ E. L'Akebono secourut sept cents survivants, mais 192 membres de l'équipage périrent avec le navire.
Le Mogami fut retiré de la liste de la Marine impériale japonaise le 20 décembre 1944.

## Officiers commandants
- Officier en chef de l'équipement - Capt. baron Tomoshige Samejima[Note 5] - du 14 mars 1934 au 28 juillet 1935.
- Capt. baron Tomoshige Samejima - du 28 juillet 1935 au 15 novembre 1935
- Capt. Seiichi Ito[Note 6] - du 15 novembre 1935 au 15 avril 1936
- Capt. Tetsuri Kobayashi - du 15 avril 1936 au 1er décembre 1936
- Capt. Seigo Takatsuka - du 1er décembre 1936 au 20 avril 1938
- Capt. Keizo Chiba - du 20 avril 1938 au 15 novembre 1939
- Capt. Shunji Izaki[Note 7] - du 15 novembre 1939 au 8 janvier 1941
- Capt. Takeo Aruga - du 8 janvier 1941 au 10 septembre 1941
- Capt. Akira Soji - du 10 septembre 1941 au 10 novembre 1942
- Capt. Seigo Sasaki - du 10 novembre 1942 au 14 avril 1943
- Capt. Ichiro Aitoku - du 14 avril 1943 au 10 avril 1944
- Capt. Ryo Toma - du 10 avril 1944 au 25 octobre 1944 (mort au combat).